# Milesz Béla
Milesz Béla (Mezőtúr, 1843. szeptember 8. – 1912. május 30.) tanító, régész, könyvtáros és író.

## Élete
Iskoláit a karcagi gimnáziumban és a sárospataki főiskolán végezte, majd Gömörbe Putnokra ment tanítónak. Azután Alsószuhára a Bónis-családhoz ment nevelőnek. 1865-ben a tiszafüredi református egyház egyik tanítói állomására hívta meg. Az 1882-ben alapított Heves-Nagykunsági református egyházmegyei tanítóegylet elnöke lett. Tagja volt az egyházmegyei tanügyi bizottságnak és a magyar református tanítók országos állandó választmányának. Munkáját elismerve Tiszafüred 1912-ben megfestette portréját.
1908-ban a tiszafüredi fiúiskola igazgatójává választották, majd 1911 augusztusában nyugalomba vonult. Tiszafüreden helyezték örök nyugalomra.
Megalapította a Tiszafüred és Vidéke társadalmi lapot és 1893-ig szerkesztette. Szabadidejét irodalmi munkára, hírlapírásra és a tiszafüredi régészeti egylet múzeumának gondozására fordította.

## Művei
- 1867/1879 Zádor és Agota, régi kun történet. Pest/Karcag.
- 1869 A fösvény. Népies regény. Corvina kiadás. Budapest.
- 1870 Egy szegény ember története. Debrecen.
- 1870 A herczeg vagy kovácslegény. Történelmi elbeszélés. Debrecen.
- 1870 A bujdosó jutalma. Debrecen.
- 1870 Királyfi, mint kovácslegény. Debrecen.
- 1874 Új kis regélő, ifjúsági olvasmányok. Budapest.
- 1878 Beszélyek. Írta Plouvier Eduard, ford. franciából. Budapest.
- 1879 Regék és mesék. Írta Andersen, ford. Budapest.
- 1888 Székely Mátyás, elbeszélés. Budapest.
- 1889 Tündérregék az ifjúság számára. Karcag.
- 1901 A tiszafüredi múzeum és könyvtár az 1900. évben. Eger.